# Mette Heeno
Mette Heeno (født 29. juni 1976) er en dansk manuskriptforfatter.
Har bl.a. skrevet manuskript til spillefilmene Terkel i knibe (2004), Fakiren fra Bilbao (2004), Nynne (2005) og Supervoksen (2006).
Hun har også skrevet manuskripter til afsnit af "Langt fra Las Vegas" sitcom'en.
I 2009 begyndte hendes comedy-/drama-serie (dramedy) "Lærkevej" på TV 2.
Mette Heeno var hovedforfatter på serien Carmen Curlers, DR. 